# Katsutoshi Domori
Katsutoshi Domori (堂森 勝利, Domori Katsutoshi) est un footballeur japonais né le 29 juin 1976.